# Walerian Skorobohaty Krasiński

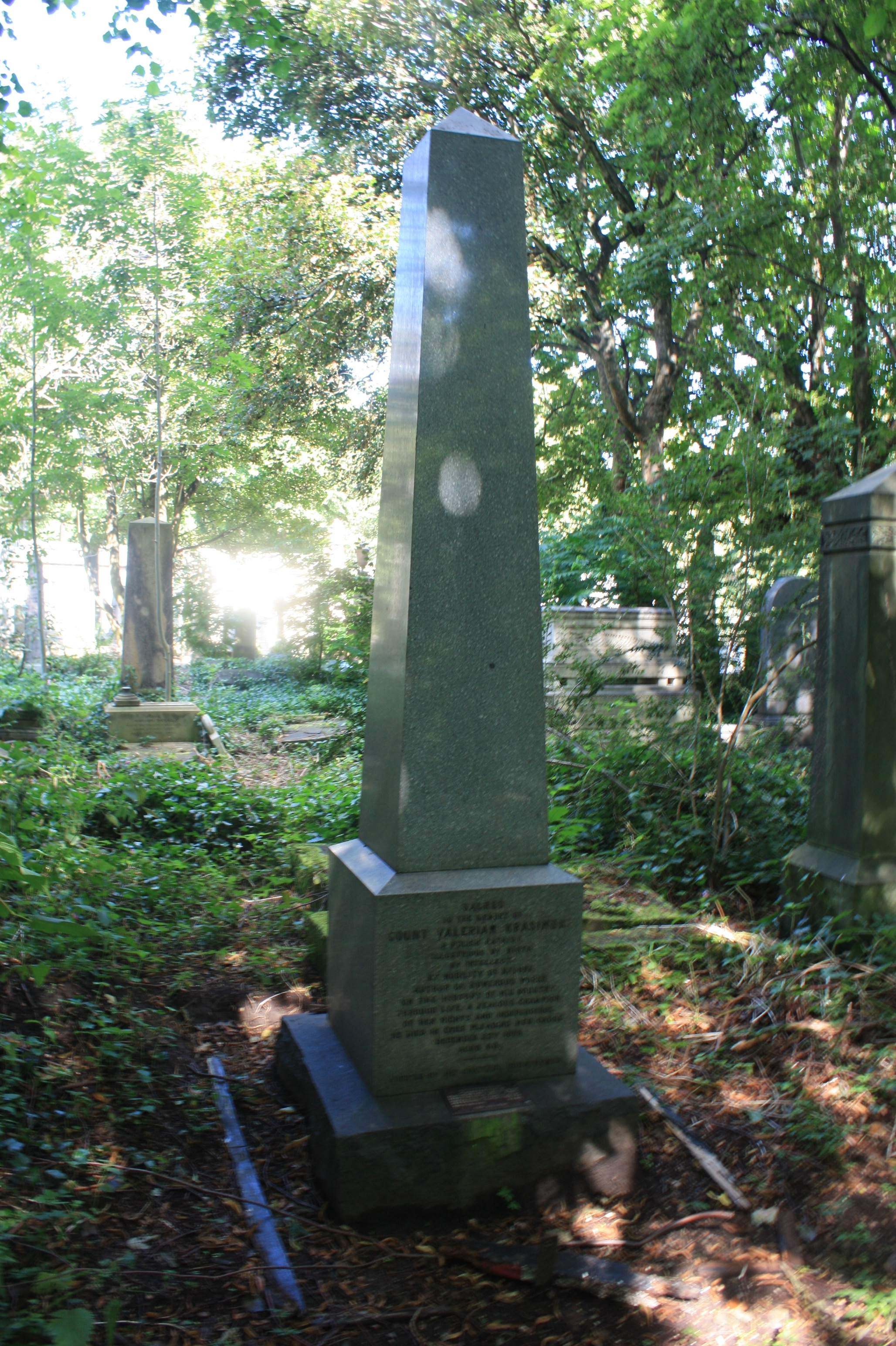
Grób Waleriana Krasińskiego na cmentarzu Warriston w Edynburgu

Walerian Skorobohaty Krasiński (ur. 1795, zm. 22 grudnia 1855 w Edynburgu) – hrabia, historyk i publicysta, kamerjunkier dworu królewskiego Mikołaja I Romanowa w 1830.

## Życiorys
Ukończył studia uniwersyteckie w Wilnie a następnie wyjechał na dalsze studia za granicę. Od 1822 pracował w ministerium oświecenia w departamencie wyznań różnowierczych. W czasie powstania listopadowego wysłany do Anglii w sprawach dyplomatycznych, osiadł w Londynie, gdzie poświęcił się pracy naukowej. Tam napisał swoje główne dzieło Zarys dziejów powstania i upadku reformacji w Polsce, które zostało wydane w czterech językach: angielskim, francuskim, niemieckim i polskim.

## Publikacje
- The Rise, Progress and Decline of the Reformation in Poland (1839–1840, 2 tomy,
- Zarys dziejów powstania i upadku Reformacji w Polsce[2],
- Poland, its history, constitution, literature etc. (1855)